# Municipio de Jefferson (condado de Republic)
El municipio de Jefferson (en inglés: Jefferson Township) es un municipio ubicado en el condado de Republic en el estado estadounidense de Kansas. En el año 2010 tenía una población de 106 habitantes y una densidad poblacional de 1,12 personas por km².

## Geografía
El municipio de Jefferson se encuentra ubicado en las coordenadas 39°46′28″N 97°32′11″O / 39.77444, -97.53639. Según la Oficina del Censo de los Estados Unidos, el municipio tiene una superficie total de 94.84 km², de la cual 94,66 km² corresponden a tierra firme y (0,19 %) 0,18 km² es agua.

## Demografía
Según el censo de 2010, había 106 personas residiendo en el municipio de Jefferson. La densidad de población era de 1,12 hab./km². De los 106 habitantes, el municipio de Jefferson estaba compuesto por el 100 % blancos. Del total de la población el 0 % eran hispanos o latinos de cualquier raza.